# Réseau des trains interurbains de San José
 (février 2024).
Si vous disposez d'ouvrages ou d'articles de référence ou si vous connaissez des sites web de qualité traitant du thème abordé ici, merci de compléter l'article en donnant les références utiles à sa vérifiabilité et en les liant à la section « Notes et références ».
Le Réseau des trains interurbains de San José, dit Tren Interurbano, est un réseau de transport en commun ferroviaire desservant San José au Costa Rica.

## Histoire
Le réseau commence à se constituer en 2005. Le trafic passagers passe de 1.000 passagers quotidiens en 2005 à 20.000 en 2015.

## Réseau

### Lignes

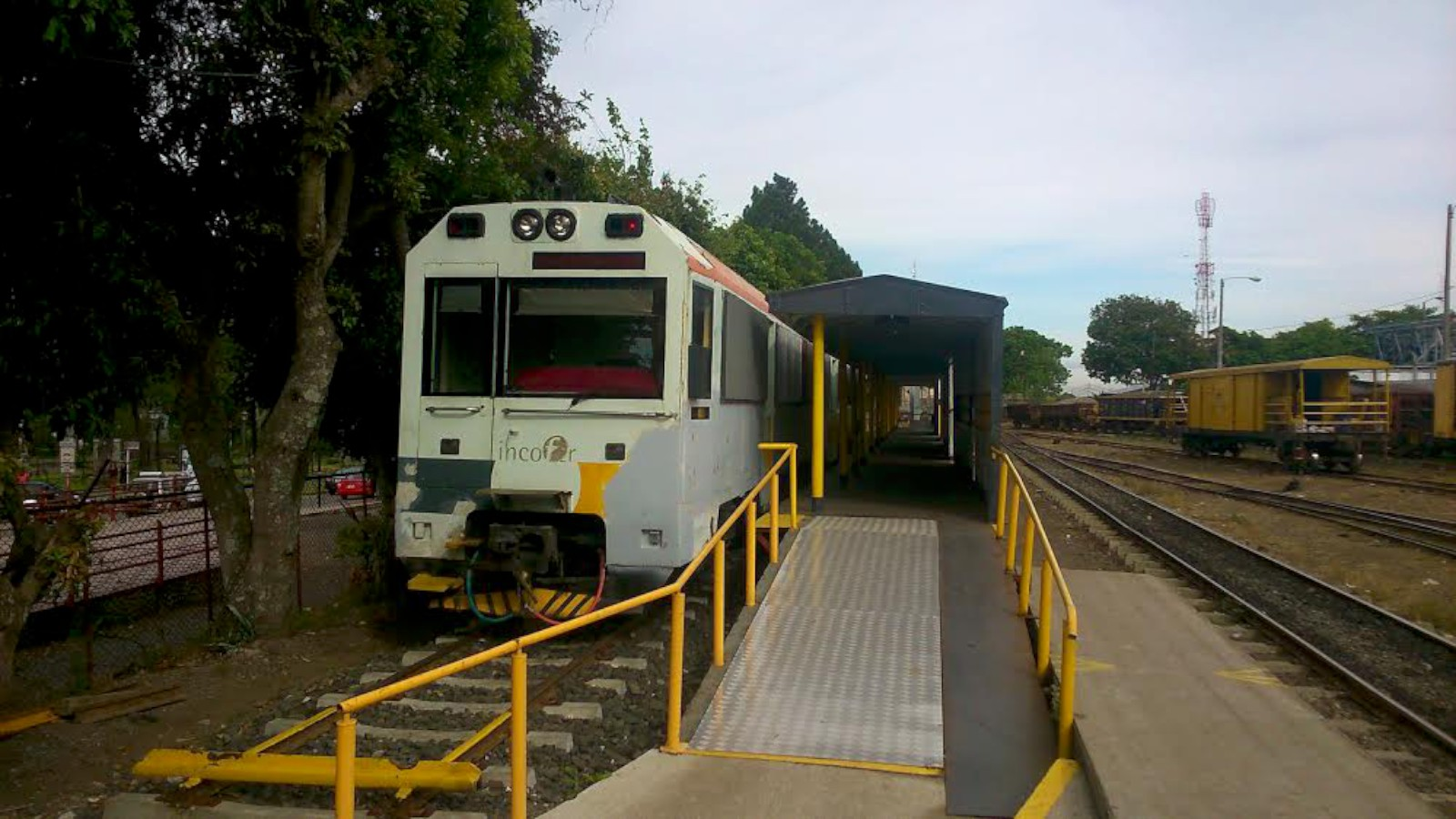
La gare d'Atlantico

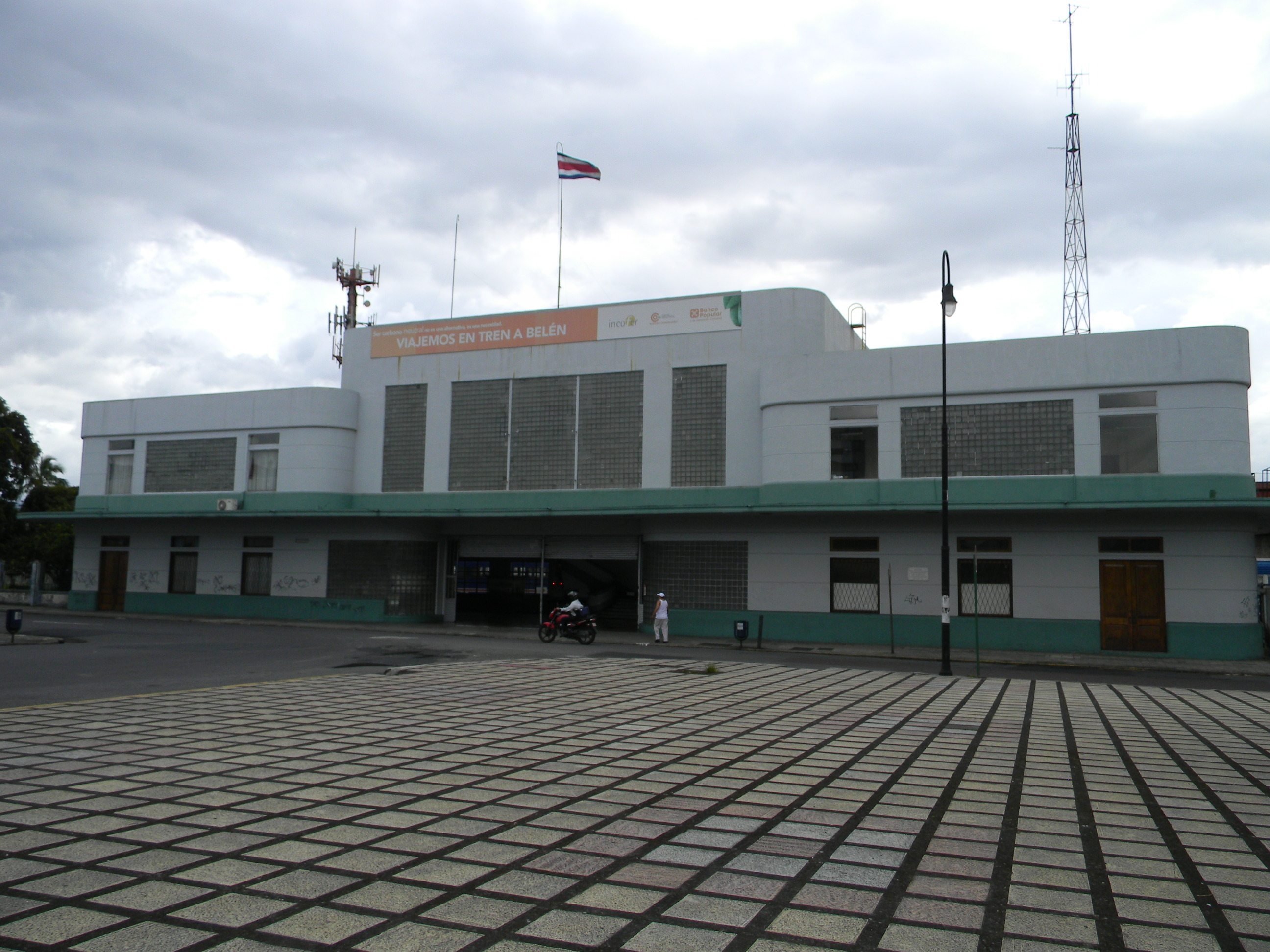
La gare de Pacífico

- Curridabat-Pavas-Belén
- San José-Cartago
- San José-Heredia-Alajuela